# این نیپیر
این نیپیر (به انگلیسی: Iain Napier) (زاده ۱۰ آوریل ۱۹۴۹) کارآفرین، حسابدار و مدیر ارشد اجرایی بریتانیایی است، که در حال حاضر به‌عنوان رییس هیئت مدیره شرکت امپریال توباکو فعالیت می‌کند.